# 1905 في الأرجنتين
فيما يلي قوائم الأحداث التي وقعت خلال عام 1905 في الأرجنتين.

## رياضة
- 1 يناير – دوري الدرجة الأولى الأرجنتيني 1905 الفائز Alumni Athletic Club [الإنجليزية]‏.

## ظهور
- 1 يناير – تانجو

## مواليد

### يناير
- 1 يناير – رودولفو أورلانديني لاعب كرة قدم أرجنتيني.
- 1 يناير – ميغيل بوش بحّار أرجنتيني.
- 1 يناير – ميغيل ماكورميك لاعب رغبي أرجنتيني.
- 1 يناير – نورة كولين ممثلة أرجنتينية.
- 17 يناير – غييرمو ستابيلي لاعب كرة قدم أرجنتيني.

### فبراير
- 20 فبراير – ليبرتو كورني ملاكم أوروغواياني.
- 22 فبراير – لويس ساندريني ممثل أرجنتيني.

### مايو
- 5 مايو – أنجيل بوسيو لاعب كرة قدم أرجنتيني.
- 14 مايو – أنطونيو بيرني فنان أرجنتيني.

### يونيو
- 9 يونيو – ريكاردو إيرنيستو مونتيس الأول برادلي كاتب أرجنتيني.
- 20 يونيو – لويس كروز سياسي أرجنتيني.

### يوليو
- 30 يوليو – بيدرو كوارتوتشي

### أغسطس
- 17 أغسطس – آدا فالكون ممثلة أرجنتينية.
- 25 أغسطس – إيرين كابا ألبا
- 25 أغسطس – سيليا غاميز

### أكتوبر
- 3 أكتوبر – إدموندو بياجيو لاعب كرة قدم أرجنتيني.
- 13 أكتوبر – خوسيه نيهين لاعب كرة قدم أرجنتيني.
- 22 أكتوبر – مانويل فيريرا لاعب كرة قدم أرجنتيني.

### نوفمبر
- 29 نوفمبر – فرناندو أوتشوا ممثل أرجنتيني.

### ديسمبر
- 16 ديسمبر – أرتور غارسيا